# Die rote Jungfrau (2024)
Die rote Jungfrau (Originaltitel: La virgen roja, internationaler englischer Titel The Red Virgin) ist ein spanischer Spielfilm aus dem Jahr 2024 von Regisseurin Paula Ortiz nach einem Drehbuch von Eduard Sola und Clara Roquet mit Alba Planas als Hildegart Rodríguez und Najwa Nimri als deren Mutter Aurora Rodríguez Carballeira.

## Handlung

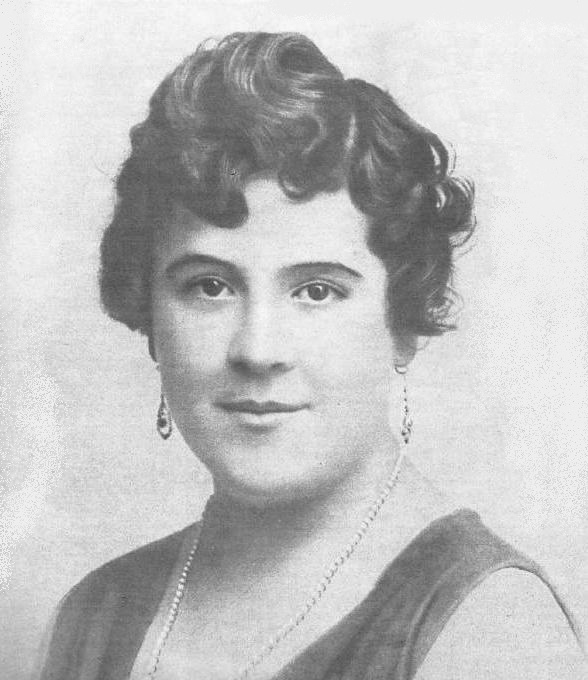
Hildegart Rodríguez

Hildegart Rodríguez wird als Tochter von Aurora Rodríguez Carballeira geboren, die ihre Tochter zu Hause alleine erzieht und selbst unterrichtet. 
Im Madrid des Jahres 1931, vor dem Hintergrund der Ausrufung der Zweiten Spanischen Republik, suchen Aurora und die 16-jährige Hildegart eine Zeitungsredaktion auf, um einen Artikel über weibliche Sexualität von Hildegart zu veröffentlichen. Dabei müssen sie den Herausgeber Eduardo de Guzmán überzeugen, dass dieser tatsächlich von dem Teenager geschrieben wurde.
Hildegart wird dem sozialistischen Aktivisten Abel Vilella vorgestellt. Hildegart und Aurora leben zusammen mit dem Dienstmädchen Macarena in einer Wohnung, während Hildegart ihre Ausbildung fortsetzt und auch mit Havelock Ellis korrespondiert. Macarena stellt Aurora aufgrund von frauenfeindlichen Drohungen eine Waffe zur Verfügung. Bei einem Sozialistentreffen hält Hildegart eine Rede, in der sie sich für die Rechte der Frauen und politische Teilhabe einsetzt. 
Nachdem sich Hildegart in Abel verliebt, gesteht sie Macarena ihre Verliebtheit. Das Gespräch wird von Aurora belauscht, die plant, die beiden auseinanderzubringen. Aurora erhält eine Einladung zu einem Klavierkonzert ihres Neffen Pepe Arriola, der ebenfalls von Aurora aufgezogen wurde. Bei dem Konzert findet sie heraus, dass sie nicht von ihm eingeladen wurde, sondern dass es um ein Ablenkungsmanöver von Hildegart und Abel handelte, um sich ungestört treffen zu können. 
Aurora lädt Abel zum Abendessen ein, bei dem unter anderem über die Politik der Sozialisten diskutiert wird. Polizeibeamte nehmen Abel fest, ihm wird Vergewaltigung und Femizid vorgeworfen. Macarena wird durch ein anderes Dienstmädchen ersetzt. Hildegart findet heraus, dass Aurora Macarena erpresst hat, um Abel jene Verbrechen anzulasten, die Macarenas Ehemann begangen hat.
Hildegart sucht Macarena auf und droht, sie als Komplizin an den Verbrechen zu beschuldigen, falls sie nicht Abels Namen reinwäscht und dessen Unschuld klarstellt. Mit Unterstützung von Guzmán erhält Hildegart ein Reiseticket nach London und kann Abel überreden, mit ihr zu kommen. Bevor Hildegart ausreisen kann, wird sie von ihrer Mutter mit drei Schüssen getötet. Hildegarts Leichnam wird in einem Glassarg durch die Straßen von Madrid gefahren.

## Besetzung und Synchronisation
Die deutschsprachige Synchronisation übernahm die  Elbgorilla Synchro GmbH. Dialogregie führte Marion von Stengel, das Dialogbuch schrieb Andrea Mayer.
| Rolle                        | Darsteller              | Synchronsprecher  |
| ---------------------------- | ----------------------- | ----------------- |
| Aurora Rodríguez Carballeira | Najwa Nimri             | Marion Musiol     |
| Hildegart Rodríguez          | Alba Planas             | Leonie Landa      |
| Macarena                     | Aixa Villagrán          | Marion Martienzen |
| Abel Velilla                 | Patrick Criado          | Robert Knorr      |
| Eduardo de Guzmán            | Pepe Viyuela            | Achim Buch        |
| Soledad                      | Nur Levi                | Cosima Ertl       |
| Pepe Arriola                 | Fernando Delgado-Hierro | Jörn Linnenbröker |
| Miguel                       | Jorge Usón              | Martin Sabel      |
| Dolores                      | Carmen Barrantes        | Iris Schumacher   |
| Hildegart Rodríguez (Kind)   | Ainet Jounou            | Mathea Clasing    |
| Kommissar                    | Paco Ochoa              | Marc Seidenberg   |
| Ramon                        | Juan Codina             | Kai Henrik Möller |

## Produktion und Veröffentlichung
Der Film wurde von Avalon und Elastica Films für die Amazon MGM Studios produziert, Produzenten waren Stefan Schmitz (Avalon) und María Zamora (Elastica). Dreharbeiten fanden bis zum 19. August 2023 in Madrid statt, Drehorte waren unter anderem der Congreso, das Ateneo de Madrid und die Puerta del Sol.
Die Kamera führte Pedro J. Márquez, die Musik schrieben Guille Galván und Juanma Latorre, die Montage verantwortete Pablo Gómez Pan. Das Szenenbild gestalteten Javier Alvariño und Rebeca Durán Muñoz und das Kostümbild Arantxa Ezquerro.
Premiere war im September 2024 am Festival Internacional de Cine de San Sebastián. Der spanische Kinostart erfolgte Ende September 2024. Auf Prime Video wurde der Film am 5. Dezember 2024 veröffentlicht.

## Rezeption
Oliver Armknecht vergab auf film-rezensionen.de sieben von zehn Punkten. Im Vordergrund stehe weniger das Wirken von Hildegart Rodríguez als vielmehr ihr privates Leben, das gleichermaßen grotesk wie tragisch war und von dem man oft nicht glaube, dass es real war. Das sei noch immer spannend, selbst wenn man nur wenig Gefühl dafür entwickele, wer die Protagonistin als Mensch war.

## Auszeichnungen und Nominierungen
Premios Forqué 2024
- Nominierung in der Kategorie Mejor interpretación femenina (beste Darstellerin, Najwa Nimri)

Premios Feroz 2025
- Nominierung in der Kategorie Mejor película dramática (bestes Filmdrama)
- Nominierung in der Kategorie Mejor dirección (beste Regie, Paula Ortiz)
- Nominierung in der Kategorie Mejor guion de una película (bestes Drehbuch, Eduard Solà und Clara Roquet)
- Nominierung in der Kategorie Mejor actriz protagonista de una película (beste Hauptdarstellerin, Najwa Nimri)
- Nominierung in der Kategorie Mejor actriz de reparto de una película (beste Nebendarstellerin, Aixa Villagrán)
- Nominierung in der Kategorie Mejor tráiler (bester Trailer, Marta Longás und Jesús Fernández García)

Goya 2025
- Nominierung in der Kategorie Beste Regie (Paula Ortiz)[10]
- Nominierung in der Kategorie Beste Nebendarstellerin (Aixa Villagrán)
- Nominierung in der Kategorie Beste Produktionsleitung (Kati Martí Donoghue)
- Auszeichnung in der Kategorie Beste Kostüme (Arantxa Ezquerro)[11]
- Nominierung in der Kategorie Beste Maske (Eli Adánez, Paco Rodríguez Frías)
- Auszeichnung in der Kategorie Bestes Szenenbild (Javier Alvariño)[11]
- Nominierung in der Kategorie Bester Ton (Coque F. Lahera, Álex F Capilla, Nacho Royo-Villanova)
- Nominierung in der Kategorie Beste Spezialeffekte (Raúl Romanillos, Juanma Nogales)
- Nominierung in der Kategorie Bester Filmsong (María Arnal)